# Inchmickery
Inchmickery est une petite île du Firth of Forth en Écosse. Elle se trouve à environ un kilomètre et demi d'Édimbourg.
Son nom est d'origine écossaise, Innis nam Bhiocaire signifiant « île du vicaire », ce qui semble indiquer qu'il s'y trouvait autrefois un établissement ecclésiastique, comme sur l'île d'Inchcolm toute proche. Inchmickery est l'objet d'une charade bien connue dans le pays : "How many inches is the Forth?" (« combien de pouces fait le Firth of Forth ? »), jouant sur le mot 'Inch' (Innis), le mot gaélique pour « île » et 'inch', le « pouce », unité de mesure.
Inchmickery est une île étroite, d'à peine 100 mètres sur 200. Lors de la Seconde Guerre mondiale, elle fut utilisée comme base armée. Les structures militaires en béton donnaient de loin l'impression d'un navire de guerre. Bien qu'Inchmickery soit aujourd'hui inhabitée, la plupart de ses bâtiments de béton demeurent intacts. Le site a servi de décor au film Complicity, de Iain Banks (2001).
L'île est aujourd'hui une réserve de la RSPB. Elle est le lieu de nidification de plusieurs espèces comme l'eider à duvet, la sterne caugek, et la sterne de Dougall, cette dernière étant une espèce menacée.